# Jiating shipu
Das chinesische Kochbuch namens Jiating shipu (chinesisch 家庭食谱; ‚Familienkochrezepte‘) wurde von Li Gong’er (李公耳) aus Changshu, Provinz Jiangsu, in der frühen Zeit der Republik verfasst.

## Inhalt
Das umfangreiche Werk ist untergliedert in zehn große Kategorien:
- Kleine Gerichte und Imbisse (点心)
- Fleisch- und Fischgerichte (荤菜)
- vegetarische Gerichte (素菜)
- Pökelerzeugnisse (盐货) (hauptsächlich in Salz, Shaoxing-Reiswein und Würzzutaten eingelegte vegetarische sowie Fleisch- und Fischprodukte)
- zao-Erzeugnisse (糟货) (in Spirituosen oder fermentiertem Klebreis mit Salz und Würzzutaten eingelegt)
- jiang-Produkte (酱货) (mit Süßer Weizenmehlpaste oder Sojasoße unter Zugabe von Salz und Alkoholika hergestellte Gemüseprodukte in dicker Soße, es stellt auch die Herstellung von Süßer Weizenmehlpaste und Sojasoße vor)
- Räuchererzeugnisse (燻货) (durch Kochen oder Braten vorgegartes Schweinefleisch, Huhn, Fisch oder Bohnenprodukte sowie Garten-Rettich werden geräuchert)
- Zuckererzeugnisse (糖货) (kandierte Früchte oder Zuckerklumpen)
- Alkoholische Getränke (酒) (sechzehn für den Hausgebrauch geeignete Herstellungsarten für alkoholische Getränke werden beschrieben)
- Früchte (果) (mit verschiedenen Garmethoden vorgegarte Bohnenprodukte sowie unter Rühren gebratene Melonenkerne, Sonnenblumenkerne, Weichkastanien)

Insgesamt zählt das Werk 228 Getränke und Speisen. Meist sind es typische Rezepte der Jiangnan (江南)-Küche (des Gebietes um den Tai-See). Ihre Zubereitung wird relativ knapp beschrieben. Es ist geeignet für den Hausgebrauch.

## Ausgaben
Es ist 1917 in Shanghai im Verlag Zhonghua shuju erschienen.

## Drei Fortsetzungen (von Shi Xisheng)
Das Buch scheint den Geschmack seiner Zeit getroffen zu haben, denn von einem anderen Verfasser, dem ebenfalls aus der Stadt Changshu in der Provinz Jiangsu stammenden Shi Xisheng (时希圣), sind dazu im gleichen Verlag in den Jahren 1923, 1925 und 1926 drei Fortsetzungen erschienen. Sie tragen die folgenden Titel: Jiating shipu xubian (家庭食谱续编 „Familienkochrezepte. Fortsetzung“), Jiating shipu sanbian (家庭食谱三编 „Familienkochrezepte. Dritter Band“) und Jiating shipu sibian (家庭食谱四编 „Familienkochrezepte. Vierter Band“).